# Al-Muti
Abû al-Qâsim "al-Mutî` llâh" al-Fadhl ben Ja`far al-Muqtadir
, surnommé Al-Mutî`
,
est le fils d'Al-Muqtadir. Né en 914, il a succédé à son cousin Al-Mustakfi comme calife abbasside de Bagdad en 946. Il a été contraint d'abdiquer en 974, à cause d'une paralysie. Son fils At-Ta'i lui a succédé. Il est mort en 974.

## Biographie

### Accession au califat
En janvier 946, l’émir Bouyide Ahmad Mu`izz ad-Dawla, devenu le maître de Bagdad, organisa un guet-apens contre Al-Mustakfi au cours d'une réception. On s'empara de lui et on l'a rendu aveugle. Abû al-Qâsim al-Fadhl ben Ja`far, qui haïssait son cousin et s'était mis à la disposition des Bouyides dès la prise de Bagdad, fut nommé calife à sa place sous le nom d'Al-Mutî`. Les Bouyides le traitèrent sans égard : On ne le consultait même pas pour nommer les vizirs.

### Imposition du chiisme par les Bouyides
Durant son règne, les Bouyides tentèrent d’imposer les pratiques chiites. Par exemple, le jour de l’Achoura, on devait célébrer le souvenir de la mort de Husayn. De même le 18 dhu-l-Hijja, on devait célébrer la désignation d’`Alî comme successeur du prophète. Un jour, on fit afficher sur les murs de toutes les mosquées de la ville un placard maudissant les trois premiers califes ainsi qu'`Aïcha. La population de Bagdad se révolta et ces affiches furent déchirées au cours d’une émeute.

### Fin du règne
Après treize ans de règne, le calife a souffert de paralysie et a été obligé d’abdiquer en faveur de son fils `Abd al-Krîm, qui devint calife sous le nom d’At-Ta'i (974). Il est mort un an plus tard, en 975.

## Les Bouyides pendant ce règne
Les deux premières années de Mu`izz ad-Dawla comme « émir des émirs » ont été consacrées à consolider sa suzeraineté sur l’Irak. Les Hamdanides de Mossoul firent une tentative pour prendre Bagdad mais échouèrent (946). Mu`izz ad-Dawla a conquis Wâsit et Bassora mais un petit émirat entre ces deux villes lui échappait. Ahmad “Mu`izz ad-Dawla” restait le vassal de son frère aîné `Alî “`Imad ad-Dawla” qui régnait sur le Fars. Vers 948, `Imad ad-Dawla a désigné Fana Khusrau (`Adud ad-Dawla), fils aîné de Hasan “Rukn ad-Dawla” qui régnait sur la région de Rayy. À la mort d’`Imad ad-Dawla en 949, son successeur désigné, Fana Khusrau, a voulu avoir la suzeraineté sur son père et son oncle. Mu`izz ad-Dawla est intervenu pour soutenir militairement son frère Hasan “Rukn ad-Dawla” à Chiraz pour rétablir la hiérarchie due à l’âge. Mu`izz ad-Dawla est mort en 967 pendant une campagne en Mésopotamie. Son fils, Bakhtiyâr `Izz ad-Dawla, lui a succédé.
Les hostilités entre soldats turcs et daylamites ont continué à poser des problèmes; les Turcs sont sunnites et s’opposent à la montée des Daylamites favorisé par les Bouyides.